# Colpo di Stato del 18 fruttidoro
Il colpo di Stato del 18 fruttidoro anno V (4 settembre 1797) fu un colpo di Stato organizzato, sotto il Direttorio, da tre direttori (Barras, Reubell e La Reveillière-Lépeaux) sostenuti dall'esercito, contro la maggioranza moderata e realista del Consiglio dei Cinquecento e del Consiglio degli Anziani.

## Antefatti

### La lunga caduta dei Giacobini
Dopo la caduta di Robespierre, il 9 termidoro (27 luglio 1794) e la fine del Terrore, il principale pericolo alla stabilità politica (ed alla stessa esistenza in vita dei deputati moderati) era rappresentato dall'eventuale reazione montagnarda e giacobina, che si concretizzò nelle due grandi insurrezioni del 12 germinale e 1 pratile (1º aprile e 20 maggio 1795) alla cui repressione diedero un contributo decisivo i realisti e le loro sezioni armate di Parigi. Dopo di che l'alleanza fra repubblicani e realisti si distese nel resto della Francia, con la repressione ricordata come il Terrore bianco.

### Il primo tentativo realista
La definitiva repressione dei montagnardi, d'altra parte, rese i termidoriani infine liberi dalla necessità di assicurarsi l'alleanza con i realisti, dei quali temevano, anzi, la grande forza elettorale. Questi erano sicuramente maggioranza nel Paese, ancorché non nell'esercito ed alla Convenzione: ciò che indusse alla approvazione del famigerato Decreto dei due terzi che negava di fatto ai realisti la possibilità di assicurarsi democraticamente la maggioranza parlamentare nelle elezioni generali programmate per il 12 ottobre.
Il partito monarchico reagì con la fallimentare insurrezione del 13 vendemmiaio (5 ottobre 1795), segnata dal grande massacro, nel centro di Parigi, delle milizie legittimiste ribelli, operato dall'esercito fedele alla convenzione termidoriana.
Grosso modo in questo periodo il Club di Clichy venne abbandonato dai membri più repubblicani, i quali si riallinearono dietro le posizioni del Barras e del Direttorio a maggioranza repubblicana. Ciò nonostante il Club sopravvisse al divieto generale, istituito dal Direttorio, di costituire club, probabilmente poiché la repressione anti-monarchica fu, a parte la giornata campale, relativamente blanda.

### La ripresa realista
Il breve avvicinamento dei repubblicani moderati (detti termidoriani) ai giacobini ebbe, tuttavia, vita breve, concludendosi con la grande paura scatenata dall'ultimo tentativo giacobino, quello del Gracco Babeuf e la sua famosa congiura degli Eguali
La congiura degli Eguali fece sì che la situazione tornasse a rovesciarsi a favore di un rinnovato accordo con i monarchici. Questi, organizzati attorno al Club di Clichy poterono registrare una grande vittoria alle elezioni dell'aprile-maggio 1797 per il rinnovo di un terzo della camera, con relativa conquista della maggioranza al Consiglio degli Anziani ed a quello dei Cinquecento. Fecero approvare leggi quali l'abolizione delle norme contro gli émigrés ed i preti refrattari e riuscirono, nel giugno 1797, ad imporre la nomina nel Direttorio del de Barthélemy.

## La reazione dei repubblicani

### L'appoggio dell'esercito ai repubblicani
La situazione cominciò a precipitare verso agosto 1797, allorché il Direttorio, messo alle strette, si preparò a reagire avvicinando a Parigi l'armata di Sambre e Mosa (Sambre-et-Meuse), forte di 80 000 uomini comandati dal decisamente repubblicano Hoche (già vincitore della seconda guerra di Vandea e massacratore dei superstiti arresisi al Quiberon).
Dei cinque componenti del Direttorio due (Reubell e La Reveillière-Lépeaux) erano decisamente repubblicani, due (de Barthélemy ed il Carnot, grande generale e già fiero giacobino) erano realisti, mentre il quinto, Barras, aveva lungamente oscillato. Egli era tuttavia assai vicino al generale Bonaparte, che già aveva concluso la parte più impegnativa della brillantissima Campagna d'Italia (che si sarebbe conclusa, di lì a poco, il 17 ottobre 1797, con il Trattato di Campoformio). Sia Barras che Napoleone dovevano farsi perdonare la repressione del 13 vendemmiaio e comunque ben poco avrebbero avuto da guadagnare, rispetto a quanto già non avessero, da una svolta realista a Parigi.

### L'affaire d'Antraigues
In questo contesto al Bonaparte «capitò» di intercettare un agente realista, tale conte d'Antraigues, in possesso di documenti concernenti una cospirazione realista, incluso il tradimento del Pichegru.
Che essi fossero o meno veri, certo è che Vaublanc, l'ammiraglio Villaret de Joyeuse ed altri clichiens organizzarono effettivamente per il 4 settembre un nuovo colpo di Stato. Il piano era semplice: Vaublanc avrebbe tenuto un discorso al Consiglio dei Cinquecento, esigendo la messa sotto accusa dei tre direttori repubblicani. Contemporaneamente Pichegru, alla testa della guardia del Corpo legislativo, avrebbe proceduto al loro arresto.

## Il colpo di Stato

### L'arresto dei capi realisti
L'azione, se mai fu veramente organizzata, era tuttavia tardiva. Il Bonaparte aveva già fatto giungere a Parigi il generale Augereau, distaccato dall'armata d'Italia, per assumervi il comando delle truppe. Ciò consentì ai triumviri, preavvertiti delle mosse dei militari, di prevenire i Clichiens (moderati o, come si diceva, cripto-realisti) facendone arrestare i capi: il membro del Direttorio de Barthélemy, il generale Pichegru, il generale Willot, un certo numero di deputati e giornalisti. All'alba, mentre Augereau faceva occupare dalle truppe il centro di Parigi, venivano affissi migliaia di manifesti che rivelavano parte del contenuto delle carte attribuite al d'Antraigues e proclamavano il tradimento del Pichegru.

### La repressione
In seguito i due direttori realisti de Barthélemy e Carnot (che fuggì, prima in Svizzera, poi a Norimberga) vennero destituiti. Il repubblicano moderato Tronson, Willot, de Barthélemy, Pichegru, Marbois, La Rue, Ramel rinchiusi nella prigione del Tempio e, insieme ad un discreto numero di altri deputati, giornalisti e preti (sessantuno in totale), comandato alla deportazione in Guyana, nella cittadina costiera di Sinnamary, con decreto del 19 fruttidoro (5 settembre). Le elezioni di ben 49 dipartimenti furono annullate. Boissy d'Anglas fu rinchiuso sull'isola di Oléron, Imbert-Colomès esiliato, Henry-Larivière, colpito da decreto di deportazione, fuggì all'estero. Dopo di che, con decine dei membri più autorevoli in prigione o deportati in Guyana, il Club di Clichy venne sciolto d'imperio.
Rispetto al 13 vendemmiaio insomma mancarono gli scontri di strada ma la repressione politica fu decisamente più feroce.